# Zuidveldsche polder
De Zuidveldsche polder is een voormalig waterschap in de provincie Groningen.
De polder lag ten oosten van Winneweer, ten zuiden van het Damsterdiep. De polder was bijna geheel omgeven door onbemalen gebied, alleen in het zuiden grensde het aan de Garrelsweerster Kloostermolenpolder. De molen van het waterschapje sloeg via een zwetsloot uit op het Damsterdiep.
Waterstaatkundig gezien ligt het gebied sinds 2000 binnen dat van het waterschap Noorderzijlvest.